# Stalemate
"Stalemate" é uma canção da banda inglesa Ben's Brother, do álbum Battling Giants. Lançado como single no dia 26 de Outubro de 2009, em parceria com a cantora Anastacia, mesmo existindo uma outra versão com a cantora Joss Stone.

## Promoção
A banda Ben's Brother e Anastacia cantaram juntos a música nos programas de televisão This Morning no dia 29 de Outubro de 2009 e no O2 Shepherd's Bush Empire no dia 2 de Novembro de 2009.

## Videoclipe
Jamie Hartman afirmou em seu blog que o videoclipe foi filmado em Londres no dia 22 de Setembro de 2009. O videoclipe oficial estreou no YouTube no 14 de outubro de 2009.

## Faixas e formatos
| Reino Unido - CD single |                             |         |  |
| N.º                     | Título                      | Duração |  |
| 1.                      | "Stalemate" (Radio Edit)    | 3:45    |  |
| 2.                      | "Stalemate" (Album Version) | 4:21    |  |

| Europeu single digital |                             |         |  |
| N.º                    | Título                      | Duração |  |
| 1.                     | "Stalemate" (Album Version) | 4:21    |  |
| 2.                     | "Stalemate" (Demo)          | 4:30    |  |

Versões oficiais
- "Stalemate" (Album Version com Joss Stone) – 4:18
- "Stalemate" (Album Version com Anastacia) – 4:21
- "Stalemate" (Radio Edit) – 3:45
- "Stalemate" (Video) – 3:56
- "Stalemate" (Demo) – 4:30

## Desempenho
| Tabelas musicais (2009)        | Melhor posição |
| ------------------------------ | -------------- |
| Reino Unido - UK Airplay Chart | 72             |

## Histórico de lançamento
| País        | Data                   | Formato                     | Gravadora |
| ----------- | ---------------------- | --------------------------- | --------- |
| Reino Unido | 21 de Setembro de 2009 | Airplay                     | Island    |
| Reino Unido | 26 de Outubro de 2009  | CD single, download digital | Island    |